# 에오마이아
에오마이아(학명: Eomaia)는 중국 요령성 이시안층(义县组. Yixian Formation)의 암석에서 발견되어 약 1억 2500만 년 전 백악기 중기에 살았던 멸종된 포유류이다. 화석의 길이는 10cm이며 보존율이 높다고 평가된다. 무게는 20~25g으로 추정된다. 에오마이아의 화석은 으깨져 있는 두개골을 제외하면, 거의 모든 부분이 보존되었다.

## 특징
에오마이아의 화석은 털의 흔적이 선명히 보존되었다. 그러나 볼라티코테리움(Volaticotherium)의 화석과 약 1억 6천 4백만 년 전의 암석에서 발견된 도코돈트류(Docodonta)나 카스토로카우다(Castrocauda)에게도 털의 흔적이 있기 때문에 포유류 계통의 털에 대한 최초의 증거는 아니다.
에오마이아는 유대류가 포함되는 후수류과 태반류가 포함되는 진수류 사이의 몇 가지 공통점을 가지고 있었다. 여기에는 정강뼈 바닥에 확대된 복사뼈가 포함된다. 제1 중족골과 발의 내측 설형골 사이의 관절은 제2 중족골과 중간 설형골 사이의 관절보다 더 뒤로 빠져 있을 뿐만 아니라, 턱과 치아의 다양한 특징을 가지고 있다.

## 같이 보기
- 포유류의 진화